# Мадяр Юрій Федорович
Ю́рій Фе́дорович Мадяр (9 березня 1984, с. Канора Воловецького району Закарпатської області) — полковник Збройних Сил України, учасник російсько-української війни. Від серпня 2022 року — командир 28-ї ОМБр.

## Життєпис
Закінчив 8 класів Канорської загальноосвітньої школи, згодом — Львівський військовий ліцей імені Героїв Крут, військову академію бронетанкових військ, Харківську залізничну академію.[джерело?]

### Російсько-українська війна
Після початку війни подавав рапорти про добровільне поновлення на військовій службі. У складі 24-ї бригади танкова рота під командуванням капітана Юрія Мадяра в співдії з іншими підрозділами 12—19 червня 2014 року визволяла від проросійських бойовиків населені пункти Щастя та Металіст. При визволенні Красної Талівки, Козачого, Верхньої Вільхової, Нижньої Вільхової, Макарового група майора Юрія Мадяра — 3 танки, 3 БМП — ліквідувала 2 БМП, 1 БРМ, захоплено 4 автомобілі «Урал» й 1 «КамАЗ» бойовиків. При обороні блокпоста біля Макарового ліквідовано 3 проросійські ДРГ.
З 21 листопада 2014 року підрозділ майора Юрія Мадяра брав участь в обороні блокпоста № 31, де в ході боїв знищено 3 танки бойовиків.

### Після повномасштабного вторгнення
У серпні 2022 року був призначений командиром 28-ї окремої механізованої бригади.
З жовтня 2023 призначений начальником Військового факультету міжнародних відносин та права у Військовий інститут Київського національного університету імені Тараса Шевченка.

## Нагороди
- орден Богдана Хмельницького II ступеня (2022) — за особисту мужність і самовіддані дії, виявлені у захисті державного суверенітету та територіальної цілісності України, вірність військовій присязі.[5]
- орден Богдана Хмельницького III ступеня (2015) — за особисту мужність, сумлінне та бездоганне служіння Українському народові, зразкове виконання військового обов'язку.[6]